# Partit de La Plata
La Plata és un partit de la província de Buenos Aires, Argentina.
La ciutat capçalera del partit és La Plata, coneguda dins del partit com el Nucli Urbà, capital de la província de Buenos Aires, ciutat universitària per excel·lència amb distingits edificis històrics. Postulada com a Patrimoni Cultural de la Humanitat el 1999.

## Característiques físiques
El partit de La Plata té una superfície de 94.000 ha, el que representa un 0,3% de la superfície total de la província de Buenos Aires. Està situada al nord-est del territori de Buenos Aires i limita a l'est amb Berisso i Ensenada, al sud-est amb Magdalena, al sud amb Brands, al sud-oest amb San Vicente i al nord amb Berazategui, a aquest partit també el conforma l'illa Martín García tot i no disposar de costes al Riu de la Plata en la part continental.

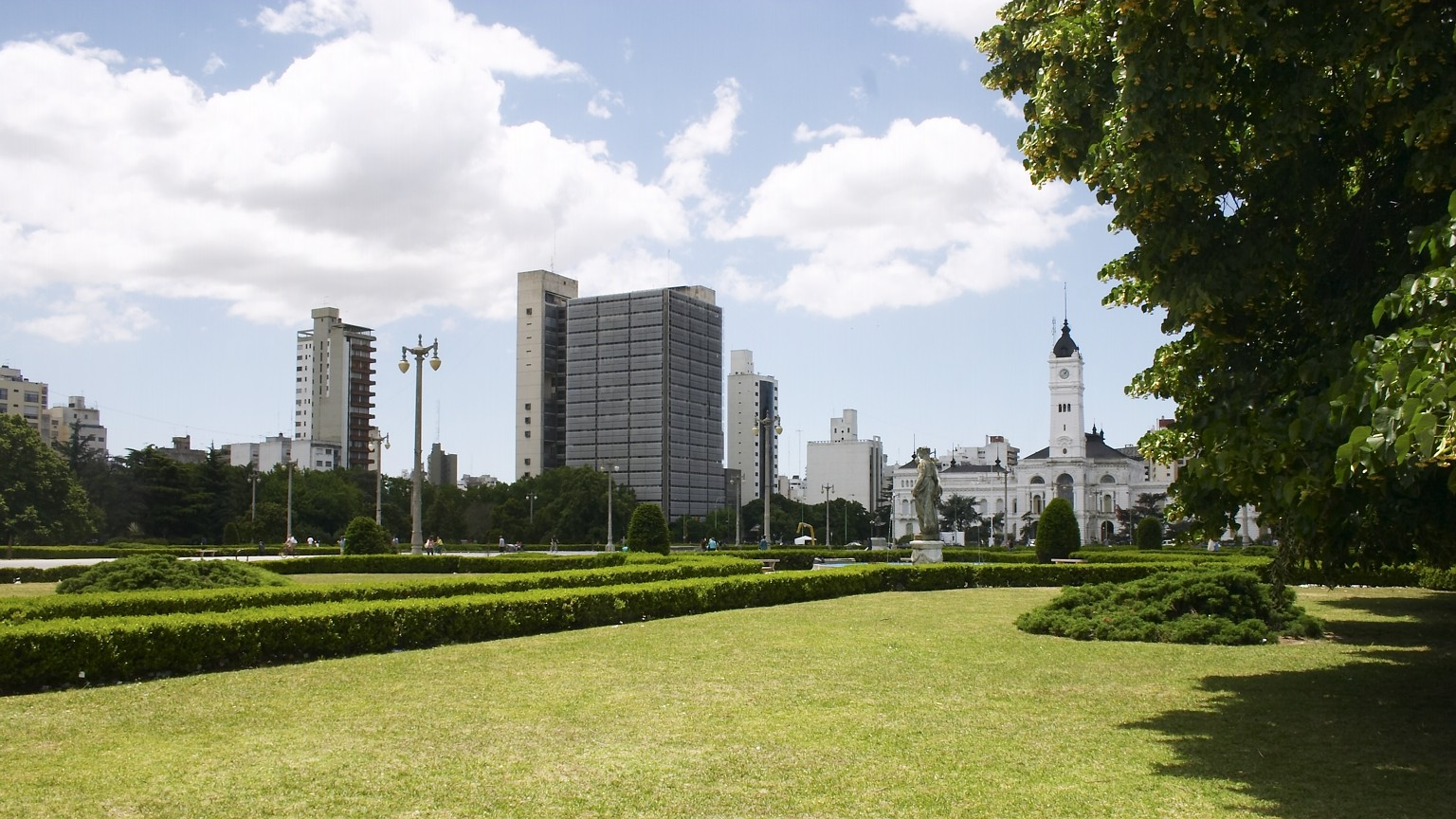
La Plaça Moreno i el Palau Municipal de La Plata.

El seu relleu és el d'una plana amb ondulacions lleus, amb sòls aptes per a activitats agrícoles.
El clima és semihúmit sense estació seca, temperat. La temperatura mitjana anual és de 16,3 °C amb una mitjana de 26,3 °C al gener i 10,5 °C al juliol.
Rep una precipitació pluvial mitjana anual de 993,7 mm.

## Municipis
Segons les definicions de l'INDEC de localitat i entitat (Entitat: Part d'una localitat que en el seu origen va ser una localitat separada i que per efecte de l'expansió urbana actualment es troba "compresa" ja sigui en una localitat simple o en un component d'aglomerat .) Al partit de La Plata hi ha les següents localitats i entitats:
- Country Club El Rodeo: 182 hab.
- Gran Buenos Aires. Entitats: 925 hab.
  - Barri Ruta Sol: 925 hab.
- Gran La Plata. Entitats: 563.943 hab.
  - Abasto: 4.577 hab.
  - Ángel Etcheverry: 2.671 hab.
  - Arana: 268 hab.
  - Arturo Seguí: 3.894 hab.
  - Barrio El Carmen (Oeste): 5.906 hab.
  - Barrio Gambier: 7.477 hab.
  - Barrio Las Malvinas: 11.414 hab.
  - Barrio Las Quintas: 8.003 hab.
  - City Bell - Country Grand Bell: 26.612 hab.
  - El Retiro: 12.649 hab.
  - Joaquín Gorina: 6.857 hab.
  - José Hernández: 5.333 hab.
  - José Melchor Romero: 20.730 hab.
  - La Cumbre: 7.313 hab.
  - La Plata, cabecera: 182.055 hab.
  - Lisandro Olmos - Cárcel Olmos:15.059 hab.
  - Los Hornos: 51.265 hab.
  - Manuel B. Gonnet: 21.416 hab.
  - Ringuelet: 15.312 hab.
  - Rufino de Elizalde: 6.428 hab.
  - Tolosa: 44.977 hab.
  - Transradio: 3.713 hab.
  - Villa Elisa: 22.229 hab.
  - Villa Elvira: 62.480 hab.
  - Villa Garibaldi: 242 hab.
  - Villa Montoro: 13.835 hab.
  - Villa Parque Sicardi: 1.228 hab.
- Ignacio Correas: 138 hab.
- Lomas de Copello: 216 hab.
- Població rural dispersa: 8.965 hab.

D'altra banda la Municipalitat de La Plata crea diverses delegacions en el seu territori que anomena:
- Abasto
- Ángel Etcheverry
- Arturo Seguí
- Casco Urbano
- City Bell
- El Peligro: 1862 hab.
- Manuel B. Gonnet
- Joaquín Gorina
- José Hernández
- Lisandro Olmos
- Los Hornos
- Melchor Romero
- Ringuelet
- San Carlos: 43.266 hab.
- Altos de San Lorenzo: 30.192 hab.
- Villa Elisa
- Villa Elvira

Aquestes Delegacions no coincideixen totalment amb les localitats i entitats definides per l'INDEC, tot i tenir algunes els mateixos noms.
Finalment també pertany al partit de La Plata l'enclavament del Riu de la Plata de:
- Illa Martín García: 218 hab.